# William Hicks

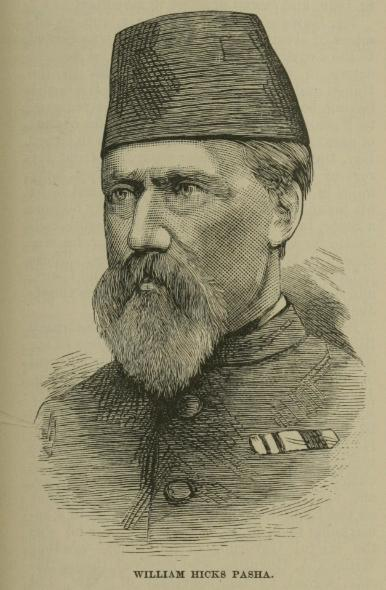
William Hicks

William Hicks (znany także jako Hicks Pasza, ur. 1830, zm. 5 listopada 1883) – brytyjski pułkownik.
Podczas powstania Mahdiego, dowodząc siłami egipskimi, poniósł klęskę w bitwie pod El-Obeid, w której zginął.